# Гускина, Елена Ростиславовна
Елена Ростиславовна Гускина (9 сентября 1944, Тула — 1 октября 2016, Екатеринбург) — советская артистка балета, педагог, народная артистка РСФСР.

## Биография
Родилась 9 сентября 1944 года в Туле.
В 1963 году окончила Московское хореографическое училище (педагоги М. А. Кожухова и Г. П. Петрова)
С 1963 года выступала в Свердловском театре оперы и балета. Была первой исполнительницей партий: Таня («Первая любовь», 1967), Джульетта (1969; оба балетм. С. М. Тулубьева), Гаянэ (1982, балетм. А. А. Асатурян). Отличалась стабильной техничностью, особенно стремительными вращениями, музыкальностью, выразительной драматической игрой, нередко с трагедийным оттенком.
С 1992 года работала педагогом-репетитором Екатеринбургского театра оперы и балета.
Скончалась 1 октября 2016 года. Похоронена на Лесном кладбище Екатеринбурга.

## Награды и премии
- Заслуженная артистка РСФСР (15.11.1973).
- Народная артистка РСФСР (4.01.1980).

## Балетные партии
- «Спартак» А. Хачатуряна — Фригия
- «Дон Кихот» Л. Минкуса — Китри
- «Щелкунчик» П. И. Чайковского — Маша
- «Спящая красавица» П. И. Чайковского — Аврора
- «Баядерка» Людвига Минкуса — Никия
- «Антоний и Клеопатра» Лазарева — Клеопатра
- «Жизель» А. Адана — Жизель
- «Легенда о любви» Арифа Меликова — Ширин, Мехменэ Бану
- «Лебединое озеро» П. И. Чайковского — Одетта и Одиллия
- «Анна Каренина» Родиона Щедрина ― Анна
- «Сотворение мира» А. Петрова ― Ева
- «Кармен-сюита» Альберто Алонсо ― Кармен